# Premio Brunellesco
De Premio Brunellesco is een Italiaanse prijs, vaak samengaand met een verzilverde of vergulde beker, die wordt uitgereikt aan kunstenaars voor de totaliteilt van het werk, dat zij inzenden. Gedurende de tentoonstelling, meestal in Rome of in Florence wordt deze prijs uitgereikt door een lid van het Italiaanse parlement of de burgemeester van de stad. Het is een feestelijke aangelegenheid en wordt via de media publiek gemaakt. Vaak geeft deze prijs nog onbekende kunstenaars de nodige hulp om meer in het voetlicht te staan. Ook is de prijs bedoeld om het publiek in aanraking te brengen met kunst en wat kunstenaars met hun werk tot uitdrukking brengen.
In 1972 kreeg de Nederlandse Hubertine Heijermans de prijs.